# Peridroma
Peridroma är ett släkte av fjärilar som beskrevs av Jacob Hübner 1821. Peridroma ingår i familjen nattflyn.

## Dottertaxa tillPeridroma, i alfabetisk ordning[1][2]
- Peridroma aequa
- Peridroma albiorbis
- Peridroma albistigma
- Peridroma ambrosioides
- Peridroma angulifera
- Peridroma arenosoides
- Peridroma borneochracea
- Peridroma brunnea
- Peridroma carbonifera
- Peridroma carnipennis
- Peridroma chersotoides
- Peridroma cinctipennis
- Peridroma clerica
- Peridroma coniotis
- Peridroma copria
- Peridroma costalis
- Peridroma decolor
- Peridroma diarsia
- Peridroma differens
- Peridroma excelsa
- Peridroma feralba
- Peridroma fuscobrunnea
- Peridroma goughi
- Peridroma impacta
- Peridroma inermis
- Peridroma infuscata
- Peridroma intecta
- Peridroma juncta
- Peridroma kanoi
- Peridroma majuscula
- Peridroma margaritosa
- Peridroma nepalicola
- Peridroma neurogramma
- Peridroma nigrafasciata
- Peridroma nigrocosta
- Peridroma nigroides
- Peridroma ochreacosta
- Peridroma ochronota
- Peridroma oliveata
- Peridroma orophila
- Peridroma ortonii
- Peridroma pallens
- Peridroma patagonica
- Peridroma perturbata
- Peridroma philippsi
- Peridroma postventa
- Peridroma pucaranica
- Peridroma puntaarende
- Peridroma purpurascens
- Peridroma rufa
- Peridroma rufata
- Peridroma saucia
- Peridroma sciera
- Peridroma selenias
- Peridroma semidolens
- Peridroma semifusca
- Peridroma stictica
- Peridroma subtincta
- Peridroma tenebricorsa
- Peridroma wilemani